# Юдит Варга
Юдит Варга (на унгарски: Judit Varga) е унгарска юристка и политичка, член на партия „Фидес“. От 2022 до 2024 г. е депутатка в Държавното събрание на Унгария. Била е министър на правосъдието на Унгария (2019 – 2023), държавен секретар на Унгария по въпросите на Европейския съюз в кабинета на министър-председателя на Унгария (2018 – 2019)

## Биография
Родена е на 10 септември 1980 г. в град Мишколц, Унгарска народна република. От 1993 до 1999 г. учи в Аваската гимназия в Мишколц. През 1999 г. постъпва във Факултета по политически науки и право на Мишколцкия университет, а през 2002 – 2004 г. получава републиканска стипендия. През 2003 г. тя получава стипендия за студентска инициатива „Еразъм“ от Университета за приложни науки Нюртинген-Гайслинген в провинция Баден-Вюртемберг, Германия. През 2001 – 2004 г. тя е капитан на университетския баскетболен отбор от втора дивизия на лигата (NB I.B). През 2004 г. завършва с отличие Факултета по политически науки и право на Мишколцкия университет. От 2005 до 2009 г. участва в концертната група на Будапещенския университет. През 2009 г. издъжа квалификационен изпит за адвокат.
От септември 2004 до октомври 2005 г. стажува в адвокатската кантора „Фрешфилдс Брукхаус Дерингер“ в Будапеща, от ноември 2005 до август 2006 г. в Hogan & Hartson в Будапеща, а от септември 2006 г. до август 2009 г. в Окръжния съд на Будапеща и Централния окръжен съд на Пеща. От август 2009 г. тя работи като политически съветник на евродепутати, в кабинетите на Янош Адер (до избирането му за президент на Унгария през май 2012 г.), Ерик Банка (до май 2014 г.), след това при Дьорд Хелвени.
На 22 май 2018 г. Варга получава поста държавен секретар по въпросите на Европейския съюз в кабинета на министър-председателя. На 12 юли 2019 г. е назначена за министър на правосъдието в четвъртия кабинет на Виктор Орбан, под ръководството на министър-председателя Виктор Орбан. Заменена е от Ласло Трочани.
След парламентарните избори в Унгария през 2022 г. е избрана за депутат в Държавното събрание на Унгария от листата на партия „Фидес“. Получава своя мандат на 2 май. След като напуска правителството, от 1 август 2023 г. е председател на Комисията по европейските въпроси.
Тя подава оставка като министър на правосъдието на Унгария на 31 юли 2023 г., за да оглави листата на партия „Фидес“ на изборите за Европейски парламент през юни 2024 г. На 10 февруари 2024 г. подава оставка от поста си на член на парламента заедно с президента Каталин Новак покрай скандал с помилването на заместник-директора на сиропиталище в Бичке.